# Steinseltz
Steinseltz (Steinselz in tedesco) è un comune francese di 602 abitanti situato nel dipartimento del Basso Reno nella regione del Grand Est. È situato nei pressi del confine con la Germania.

## Società

### Evoluzione demografica
Abitanti censiti